# 粲鲦两极虫
粲鲦两极虫（学名：Myxidium hemiculteri）为两极科两极虫属的动物。在中国，分布于湖北等，营寄生生活，寄生在粲鲦的胆囊。